# Henri-Sébastien Blaze
Henri-Sébastien Blaze (Cavalhon, 15 de febrer de 1763 - idm. 11 de maig de 1833) fou un compositor i notari.
El fill d'un notari, va estudiar a París (1779), i va esdevenir notari d'Avinyó. Deixeble de Séjan, membre associat de l'Institut, professor de Belles Arts de 1800 a 1833, director del departament de Vaucluse després del 9 de Thermidor, fou el pare del crític musical Castil-Blaze i escriptor Elzéar l'avi de l'autor Henri Blaze.
Va escriure romances, sonates, duets per a arpa i violí, les òperes Semíramis i L'Héritage que no s'arribaren a representar, una missa a tres veus i un Rèquiem per als funerals del duc de Montebello. A més, publicà la novel·la Julien ou le Prétre (París, 1805).
Henri-Sebastien, tenia una altra fill menys conegut: Sebastien (1785-1844), que fou escriptor i apotecari. Entrà servir en la Sanitat Militar i publicà el llibre Mémoires d'un apothicaire sur la guerre d'Espagne pendant les années 1808 à 1814.